# Philipp Köhn
Philipp François Köhn (Dinslaken, 1998. április 2. –) német születésű svájci válogatott labdarúgó, az AS Monaco kapusa.

## Pályafutása

### Klubcsapatokban
Szülővárosa csapatában a SuS 09 Dinslaken kezdett megismerkedni a labdarúgás alapjaival, majd innen az MSV Duisburg, a Schalke 04 és a VfB Stuttgart akadémiája következett. 2017. július 1-jétől a német RB Leipzig csapatához igazolt négy évre. Egy év alatt egyetlen alkalommal sem lépett pályára, így távozott. 2018. július 6-án az osztrák Red Bull Salzburg jelentette be a szerződtetését 2022. május 31-ig. A 2018–19-es szezonban 12 alkalommal lépett pályára a Lieferingnél.
2020. július 29-én kölcsönbe került a svájci Wil csapatához. 2021. augusztus 1-jén mutatkozott be a Red Bull Salzburgban az SV Ried ellen 7–1-re megnyert bajnoki mérkőzésen. Augusztus 23-án 2025. június 30-ig meghosszabbította szerződését a klubbal. A 2021–22-es szezonban 14 alkalommal nem kapott gólt, ezzel a bajnokság legjobb kapusa lett.
2023. július 15-én 5 évre szerződtette az AS Monaco csapata.

### A válogatottban
Szülei révén német-svájci kettős állampolgár. Többször lépett pályára a német és a svájci korosztályos válogatottakban. A 2021-es U21-es labdarúgó-Európa-bajnokságon tagja volt a svájci keretnek, de pályára nem lépett. 2021 novemberében a svájci felnőtt válogatottba is meghívót kapott, de pályára nem lépett.

## Statisztika

### Klub
2023. december 20-i állapotnak megfelelően.
| Klub              | Szezon   | Bajnokság          | Bajnokság | Bajnokság | Kupa  | Kupa | Nemzetközi | Nemzetközi | Egyéb | Egyéb | Összesen | Összesen |
| Klub              | Szezon   | Osztály            | Mérk.     | Gól       | Mérk. | Gól  | Mérk.      | Gól        | Mérk. | Gól   | Mérk.    | Gól      |
| ----------------- | -------- | ------------------ | --------- | --------- | ----- | ---- | ---------- | ---------- | ----- | ----- | -------- | -------- |
| Liefering         | 2018–19  | Osztrák 2. Liga    | 12        | 0         | 0     | 0    | —          | —          | —     | —     | 12       | 0        |
| Liefering         | Összesen | Összesen           | 12        | 0         | 0     | 0    | 0          | 0          | 0     | 0     | 12       | 0        |
| Wil               | 2020–21  | Challenge League   | 32        | 0         | 1     | 0    | —          | —          | —     | —     | 33       | 0        |
| Wil               | Összesen | Összesen           | 32        | 0         | 1     | 0    | 0          | 0          | 0     | 0     | 33       | 0        |
| Red Bull Salzburg | 2019–20  | Osztrák Bundesliga | 0         | 0         | 0     | 0    | 0          | 0          | —     | —     | 0        | 0        |
| Red Bull Salzburg | 2021–22  | Osztrák Bundesliga | 28        | 0         | 3     | 0    | 10         | 0          | —     | —     | 41       | 0        |
| Red Bull Salzburg | 2022–23  | Osztrák Bundesliga | 32        | 0         | 2     | 0    | 8          | 0          | —     | —     | 42       | 0        |
| Red Bull Salzburg | Összesen | Összesen           | 60        | 0         | 5     | 0    | 18         | 0          | 0     | 0     | 83       | 0        |
| AS Monaco         | 2023–24  | Ligue 1            | 17        | 0         | 0     | 0    | 0          | 0          | —     | —     | 17       | 0        |
| AS Monaco         | Összesen | Összesen           | 17        | 0         | 0     | 0    | 0          | 0          | 0     | 0     | 17       | 0        |
| Összesen          | Összesen | Összesen           | 121       | 0         | 6     | 0    | 18         | 0          | 0     | 0     | 135      | 0        |

### Válogatott
2022. december 16-án frissítve.
| Svájc    | Svájc           | Svájc |
| Év       | Pályára lépések | Gólok |
| -------- | --------------- | ----- |
| 2021     | 0               | 0     |
| 2022     | 0               | 0     |
| 2023     | 0               | 0     |
| Összesen | 0               | 0     |

## Sikerei, díjai
Red Bull Salzburg
- Osztrák Bundesliga bajnok: 2019–20, 2021–22, 2022–23
- Osztrák kupagyőztes: 2019–20, 2021–22